# Espeletia glandulosa
Espeletia glandulosa es una especie de plantas del género Espeletia, familia Asteraceae. Es endémica de Colombia y se le conoce como frailejón glanduloso. Antes pertenecía al género Paramiflos.

## Taxonomía
Espeletia glandulosa fue descrita por José Cuatrecasas Arumí y publicada en Revista Acad. Colomb. Ci. Exact 3: 434. 1940.
Etimología
Espeletia: nombre genérico otorgado en honor del virrey de Nueva Granada, José Manuel de Ezpeleta.
glandulosa: epíteto que alude a las glándulas presentes en la superficie de la hoja.
Sinonimia
- Paramiflos glandulosus (Cuatrec.) Cuatrec.
- Espeletiopsis glandulosa (Cuatrec.) Cuatrec.[3]

## Descripción
Roseta acaule o algunas veces con tallo de 20cm cubierto de hojas secas. Hojas pegajosas lineales de 20-25 cm de largo, coriáceas. Nervio central prominente en el envés; la superficie es de color verde claro brillante, cubierta así como el nervio de glándulas esféricas pedunculadas. Rama floral de 25-60 cm, sobrepasa la roseta, cubierta de glándulas.
Inflorescencia terminal corimbosa. Brácteas herbáceas abrazadoras. Capítulos de 20-30 mm con lígulas extendidas. Involucro herbáceo, de 5 brácteas exteriores, y 1-2 filas de brácteas interiores. 45-55 Lígulas lineales oblongas, color amarillo vivo, en 2-3 filas. Aquenio negro trígono con tres aristas. Flósculos de limbo acampanado, con pocos pelos glandulosos.